# Литература Эритреи
Развивается в основном на языке тигринья, отчасти на английском и арабском. У истоков общее с Эфиопией литературное наследие на языке гёэз, представленное агиографией, переводами с арабского и коптского, поэзией в традиционном жанре кыне.
Новейшая литература тесно связана с войной за независимость. Её участниками являются поэты Саба Кидане, Рис Хайле, Цигае Лонго и др. Романы на тигриньи опубликовал в 1950—1960-е годы Вольдэ Вольдэмариам: «Земля по ту сторону реки Мэрэб», «Плач». Известны писательницы Арат Ийоби Рахель Асгедом. Событием в культурной жизни страны стало издание в 2011 году документальной книги Алемсгейды Тесфайе «Пылающие глаза: Эритрея 1941—1950».
Существует ежегодный фестиваль бардов Вэдидэр Гэмэт, где соревнуются на девяти местных языках. Эритрея претендует на право считаться исторической родиной Пушкина. Захват Эритреи Италией упоминается в повести Джовани Джерманенто «Записки цирюльника». В поддержку борьбы эритрейцев за независимость выступали известный шведский писатель Стиг Ларссон и южноафриканская публицистка Рут Фёрст.